# Ladislav Nicek
Ladislav Nicek (27. srpna 1913 Roudnice nad Labem – 12. května 2011 Olomouc) byl český středoškolský učitel, který se proslavil jako aktivní propagátor otužileckého plavání.
Vysokoškolským studiem v Praze a v Brně získal tituly RNDr. Ing.
Stal se čestným občanem města Roudnice nad Labem (22. 2. 2009) a čestným členem německého svazu zimních plavců. Jeho přínos pro metodiku zimního plavání ocenil i první český přemožitel kanálu La Manche František Venclovský.
S plaváním v ledové vodě začal v roce 1949 a věnoval se mu až do své smrti. Během svého života založil několik oddílů sportovního otužování a dálkového plavání. Byl aktivním propagátorem těchto aktivit, kterým se věnoval především v Olomouci. Jako cestovatel navštívil řadu zemí světa a o svých cestách, například po Japonsku, pořádal zajímavé přednášky. Během života onemocněl rakovinou tlustého střeva, ale díky zimnímu plavání, životnímu optimismu a pozitivnímu přístupu se mu podařilo toto onemocnění překonat.
Za rok 2003 obdržel Cenu města Olomouce v oblasti sport.